# Lilium martagon var. cattaniae
Lilium martagon var. cattaniae ist eine durch ungefleckte dunkel-purpurrote Blüten auffallende Varietät der Türkenbund-Lilie (Lilium martagon) aus der Gattung der Lilien (Lilium).

## Beschreibung und Ökologie

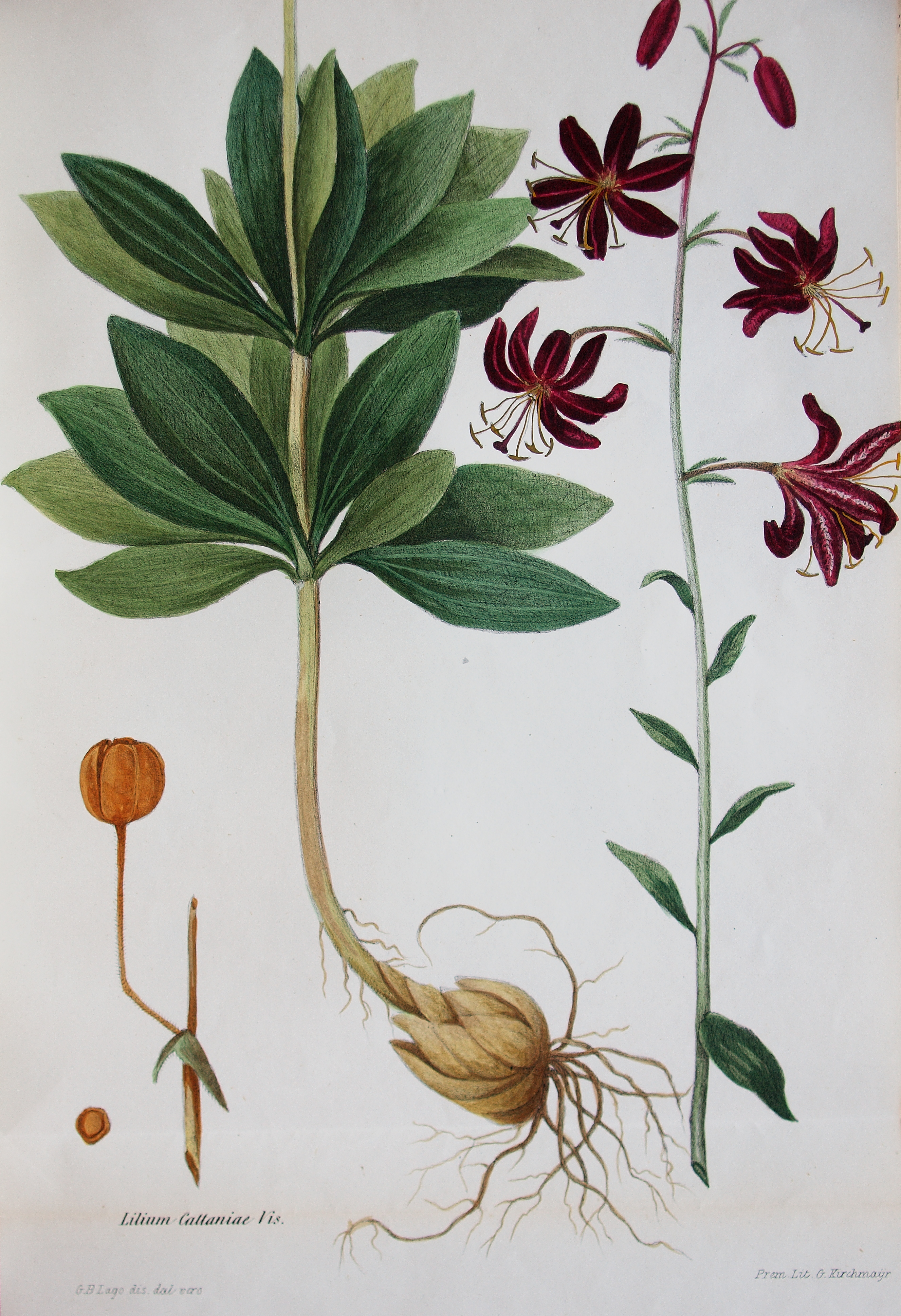
Lilium cattaniae. Roberto Visiani Supplementum Flora Dalmatica, Tafel 3, 1872, Lithographie G. Kirchmaijr

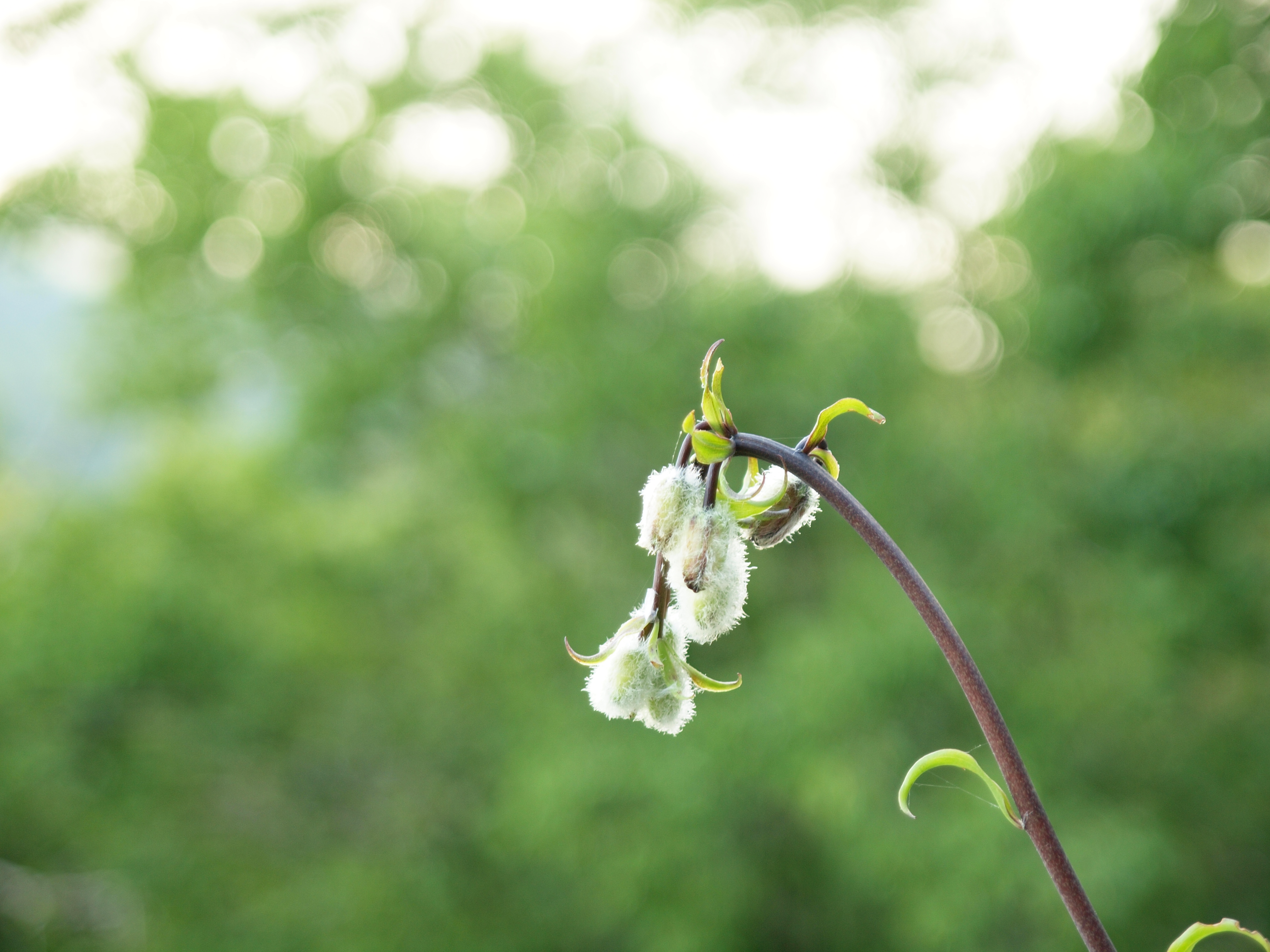
Die dicht weißwollig behaarten Knospen unterscheiden von der Nominatform

Lilium martagon var. cattaniae ist eine ausdauernde krautige Pflanze mit einer unterirdischen Zwiebel, die Wuchshöhen bis 200 Zentimeter erreicht.
Von der Nominatform Lilium martagon var. martagon unterscheidet sie sich durch die deutlich kräftigere Wuchsform mit einem bis daumendicken Stängel, auf dem sich oft mehr als 15 Blüten (gelegentlich bis 47) befinden, blattreiche Scheinquirle (bis 22 Einzelblätter am untersten Scheinquirl), die kräftig weinrote bis schwarzpurpurne Farbe des Perigons, den rotgefärbten Antheren und ebensolchen Pollenkörnern sowie der filzig-wolligen Behaarung von Blütenknospen und Stängel.
Eine ähnliche Form, Lilium martagon var. sanguineo-purpureum, hat blutrote Blüten, die jedoch dunkel gepunktet sind. Diese wurde im Verbreitungsgebiet der Cattani-Lilie vom Velež durch Günther Beck von Mannagetta und Lerchenaus beschrieben.
Die Varietät zeigt zudem eine klinale Variabilität in der Blütenfarbe, die zwischen den Lilien im NW mit helleren Blüten und denen aus dem SO mit leuchtend dunkelpurpurnen liegt. Letztere wurden von verschiedenen Autoren wie insbesondere Visiani zu Lilium martagon var. cattaniae (Vis.) Vis. gestellt, manchmal wie von Elwes und Maly aber auch Lilium martagon var. dalmaticum (Maly) Elwes (Lilium dalmaticum Maly) bezeichnet. Letztere Namensform hielt sich insbesondere in der Hortikultur, da die größte gärtnerische Introduktion der Cattani-Lilien im 19. Jh. aus dem Stammgebiet der var. dalmaticum als Lilium dalmaticum aus ihrem südöstlichen Areal oberhalb der Bucht von Kotor nach Großbritannien und Deutschland erfolgte.

### Vegetative Merkmale
Die Stängel sind grünbraun oder rotbraun überhaucht. Stängel, Blütenstand sind behaart, Knospen sind filzig-weißwollig behaart. Die ovale Zwiebel ist gelb, kann bis 5 Zentimeter Durchmesser erreichen und besteht aus vielen gelben taillierten Schuppen. Sie zeichnet sich wie viele Geophyten durch Zugwurzeln aus, die dafür sorgen, dass die Zwiebel in ausreichender Bodentiefe bleibt.
Der einfache, kräftige Stängel ist rund. Im mittleren Bereich des Stängels stehen die waagrecht abstehenden Blätter in zwei bis vier Scheinquirlen, Blätter 6-9(18) je Scheinquirl, sitzend, verkehrt-lanzettlich bis spatelförmig, waagrecht stehend, mit zahlreichen Nerven, ganzrandig, weich und matt-grün. Tragblätter weiter oben einzeln und verstreut.

### Generative Merkmale
Die Blütezeit reicht von Juni und Juli. Bis zu fünfzehn duftende, nickende Blüten befinden sich in einem rispigen Blütenstand, in einer losen verlängerten Traube. Die zwittrigen, dreizähligen mittelgroßen Blüten haben sechs nach unten und außen gebogene, gleichgeformte Blütenhüllblätter (Tepalen). Die Tepalen sind stark nach außen gerollt, ihre Spitzen treffen am Stiel jedoch nicht aufeinander wie es die typische Turbanform des eigentlichen Türkenbunds ergibt. Die Blüten sind darüber hinaus einfarbig, leuchtend dunkel weinrot und nicht bepunktet, was diese ebenfalls vom Türkenbund unterscheidet. Die Staubblätter mit roten, 6 bis 11 Millimeter langen Staubbeuteln ragen weit aus der Blüte hervor. Narbe und Pollen sind ebenso rot.
Die dreifächrige Kapselfrüchte sind bei einem Durchmesser von etwa 2 Zentimetern rundlich und enthalten zahlreiche horizontal angeordnete hellbraune Samen. Die Ausbreitung der Samen erfolgt als Schüttelstreuer (Windstreuer und Tierstreuer).
Die Chromosomenzahl beträgt 2n = 24.

## Verbreitung
Lilium martagon var. cattaniae kommt auf der westlichen Balkanhalbinsel ausschließlich in den subadriatischen litoralen Karstgebirgen in Kroatien, Bosnien und Herzegowina sowie Montenegro vor. Sie besiedelt hier die dinarischen Gebirge Dalmatiens (Velebit, Mosor, Biokovo), der Herzegowina (Prenj, Čvrsnica, Bijela gora) sowie Montenegros (Orjen, Lovčen, Rumija). William Bertram Turrill führt diese Varietät auch aus Debar in Westmakedonien auf.
In Montenegro beschränkt sich das Vorkommen ausschließlich auf die äußeren Dinariden und den verkarsteten Gebirgen der Adriaküste. Im Inland reicht ihre Verbreitung hier bis zum Canyon der Piva.

## Habitat und Pflanzengesellschaften

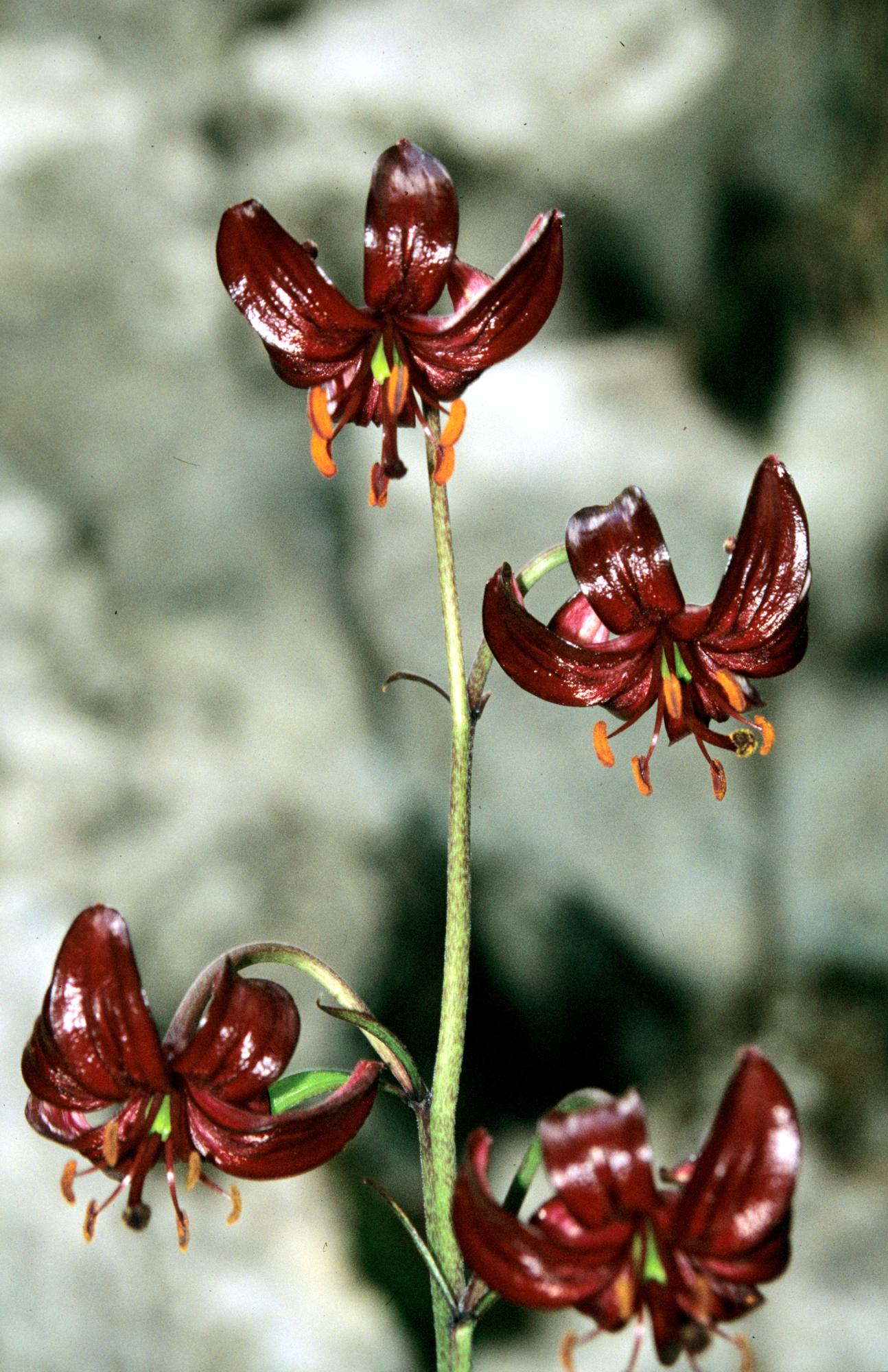
Wildpflanze von der Typlokalität der Varietät dalmaticum (Maly) Elwes aus der oberen Krivošije. Blüten stark leuchtend, einfarbig, dunkelviolett oder weinrot und stets ohne Bepunktung. Die vor einer Schneehöhle im Reovački do wachsenden Pflanze blühte Mitte September

Struktur im Dinarischen Karst-Blockhalden-Tannenwald mit der zwischen Felsblöcken wachsenden Lilie

Struktur sonnseitiger submediterraner Karst-Blockhalden-Mischwälder mit Baumhasel, Weißtanne, Lilium martagon var. cattaniae und Krim-Pfingstrose

Im Vergleich zur Nominatform liegt das Optimum für Lilium martagon var. cattaniae in niedrigeren, wärmeren und trockeneren Standorten der supramediterranen und oromediterranen Höhenstufe. Dazu tritt sie auch in Hochstaudenfluren der altimediterranen Höhenstufe auf. Nach Radomir Lakušić ist die Cattani-Lilie als subtropisch-mediterran-submediterraner Florentyp ein Element wärmeliebender Flaumeichenwälder (Quercetalia pubescentis). Pavle Fukarek stellte Lilium martagon var. cattaniae als Kennart der Sibljak-Ordnung Lonicero-Rhamnion in der Assoziation Berberido-Rhamnetum, wie von Fukarek aus dem Orjen beschrieben, als besondere Begleitpflanze hinzu, die in den höheren Stufen der subadriatischen Dinariden nach EUNIS zu den reliktischen laubwerfenden subalpinen Krummholzgebüschen zählt.
Lilium martagon var. cattaniae ist im Wesentlichen eine Felsspalten-bewohnende Pflanze (dabei kein eigentlicher Chasmophyt). Sie besiedelt in ihrem, das klassische Karstgebiet der Dinariden umfassenden Areal, steilere montane- und hochmontane-subalpine Grobblockböden (Moder- bis Mullhumusrendzinen) die in die Bodenklasse der Calcaric Leptosle gehören. Neben der Cattani-Lilie werden auf diesen die Standorte der Lilie dominierenden Rohböden Pionierbaumarten begünstigt (insbesondere Koniferen: Weißtanne, Schwarzkiefer und Schlangenhaut-Kiefer). Unter den Moos- und Zwergstrauchdecken erreichen die Nadelbäume die sich langsam durch Humus auffüllenden Spalten. In fortgeschrittenen geschlossenen Phasen werden die Auflagedecken mineralisiert, sodass dann die Wurzelgeflechte der Waldbäume freiligegen. Die Lilie kommt zwischen den Grobblöcken im Schirm der Nadelbäume auf. Durch lange Schneelage und hohlraumreiche Blockkaltluft scheiden hier stark abschirmende Waldbaumarten wie Rot-Buche aus. Sonnseitig bilden sich bei fortgeschrittener Boden- und Vegetationsentwicklung (Mull- bis Moderhumus) artenreiche Blockhalden-Mischwäldern mit Silber-Linde, Baumhasel und Schneeball-Ahorn und anderen wärmeliebenden Arten, in denen Cattani-Lilie und Krim-Pfingstrose auffallen.
Die lilienreichen Verbände der zwischen Kalkblöcken wachsenden Karst-Blockwaldformationen gelten ökologisch als Dauerpionierstandorte. Neben den je nach Höhenstufe begleitenden Nadelwaldbäumen ist ein immer gleichartig bleibender dominierender Typus von (Halb-)Sträuchern, der vegetationskundlich Šibljak-Formation heißt, mit Viburnum maculatum (Orjen-Schneeball), Lonicera glutinosa, Berberis illyrica, Krain-Kreuzdorn (Rhamnus fallax) und der Griechischen Mehlbeere (Sorbus graeca) (letztere in der obersten Stufe) sowie der Felsenmoltkie entwickelt.
Die Höhenzonierung typisch ausgebildeter Karst-Blockhaldenwald-Dauergesllschaften (1000–1550 m) ist in der Herzegowina und Montenegro am besten ausgebildet:
- 700–1200 m supramediterrane Šibljakformationen (degradierter Eichen- und Orientalischer Hainbuchenwald),
- 1200–1500 m ormediterrane Tannenwälder (Dinarischer Karst-Blockhalden-Tannenwald (Oreoherzogio-Abietetum Fuk.))
- 1500–1750 m oro/altimediterrane Schlangenhaut-Kiefer-Felswälder (Pinetum heldreichii).

Auch außerhalb der Waldzone finden sich Lilien in Kluft-Karren glazialer Schichttreppen. Auch in diesen werden lockere Mullhumusböden, insbesondere Felshumus, gebildet. Solcher Art alpine Cambisole sind ton- und mineralienarme Substrate, die sich auf sehr reinen alpinen dinarischen Kalken (CaCO3 ≥ 95 %) bilden. Zudem zeichnen sich die Böden auch aufgrund der durch die Höhenlage klimatisch bedingten reduzierten Rate kalksteinzersetzender Kohlensäureverwitterung durch eine nur geringe Menge bodenbildender Residualmineralien aus. Die von schwer kompostierbare Nadelblattresten und anderen pflanzlichen Detritus gebildeten Mullhumuse haben somit eine nur geringe Wasserspeicherkapazität. Stetig ist diese Lilien-Varietät daher zumeist nur dort, wo tiefere Klüfte eine nachhaltige Bodenfrische ermöglichen, oder eine leichte Überdeckung durch Schlangenhaut-Kiefer, Weißtanne oder licht stehenden Laubbäume einen gewissen Schutz vor zu großer Sonneneinstrahlung bietet.
In der Typform oromediterraner dinarischer Trocken-Weißtannenwälder ist Lilium martagon var. cattaniae im Verband des Dinarischen Karst-Blockhalden-Tannenwaldes (Oreoherzogio-Abietetum Fuk.) mit Hundszahnlilie, Berg-Baldrian, Kleb-Kratzdistel und Lanzen-Schildfarn stetig vergesellschaftet. Kluftkarren mit tieferen spaltengründigen Substraten auf fortschreitend entwickelten Kalkomelanosolen werden von den Lilien dann zumeist auch truppweise besiedelt. Ihre Zwiebeln haben sie dabei oft so fest zwischen zwei Felsblöcke eingewachsen, dass sie daraus kaum mehr zu entfernen sind. Aber auch nur gering mächtige Kalkomelanosole genügen zum Aufwachsen, da selbst nadelreicher Rohhumus zum Aufkeimen und wachsen der Pflanzen ausreicht.
In den stark reliefierten dalmatinischen Karstgebirgen sind zudem Ränder und Eingänge von Höhlen, Karstschloten oder Dolinen mit teils ganzjähriger Schneeansammlung geeignete Standorte. Die Kaltluft der Dolinen- und Jamenränder sorgt für hohe Bodenfeuchte bei gleichzeitig großer Lichtintensität. Um solche kaltluftreichen Schächte verzögert sich die phänologische Entwicklung wie in einem beobachteten Fall, wo die Lilien erst Mitte September zur Blüte kamen.
Insbesondere die im subadriatischen Standort der Dinariden Montenegros auffallenden standörtlichen Ansprüche hatte Maximilian Leichtlin für eindrücklich geschildert:

„Die Lilien wachsen ab 3000 Fuss (≈ 915 m) Höhe und sind in der Grivoschie (sic! eigentl. Krivošije), einem felsigen Bett eines vormaligen Gletschers am zahlreichsten. Hier ist der kalkige Untergrund in abwechselnden Intervallen durch Spalten von 40 - 50 Fuß Breite und 80 Tiefe unterteilt, in deren Grund Schnee liegt. Wo immer an den Seiten der Spalten ein bisschen Erde hängen bleibt, wachsen Lilien, die ihre Wurzeln nah am Felsen in kalkreichen Kies festigen“

Außerhalb dieser Blockhalden- und Felsbuschwald-Formationen besiedelt die Cattani-Lilie an sonnseitigen Mulden innerhalb von Hochstaudenfluren tiefere Chromic luvic cambisole (nach DBG Parabraunerde) mit der Humusform Mull, wo sie wie am Velje leto im Hochgebirgskamm der Pazua zusammen mit der Orjen-Schwertlilie, Peucedanum longifolium, Weißem Affodill sowie dem Wiesen-Bärenklau vorkommt.

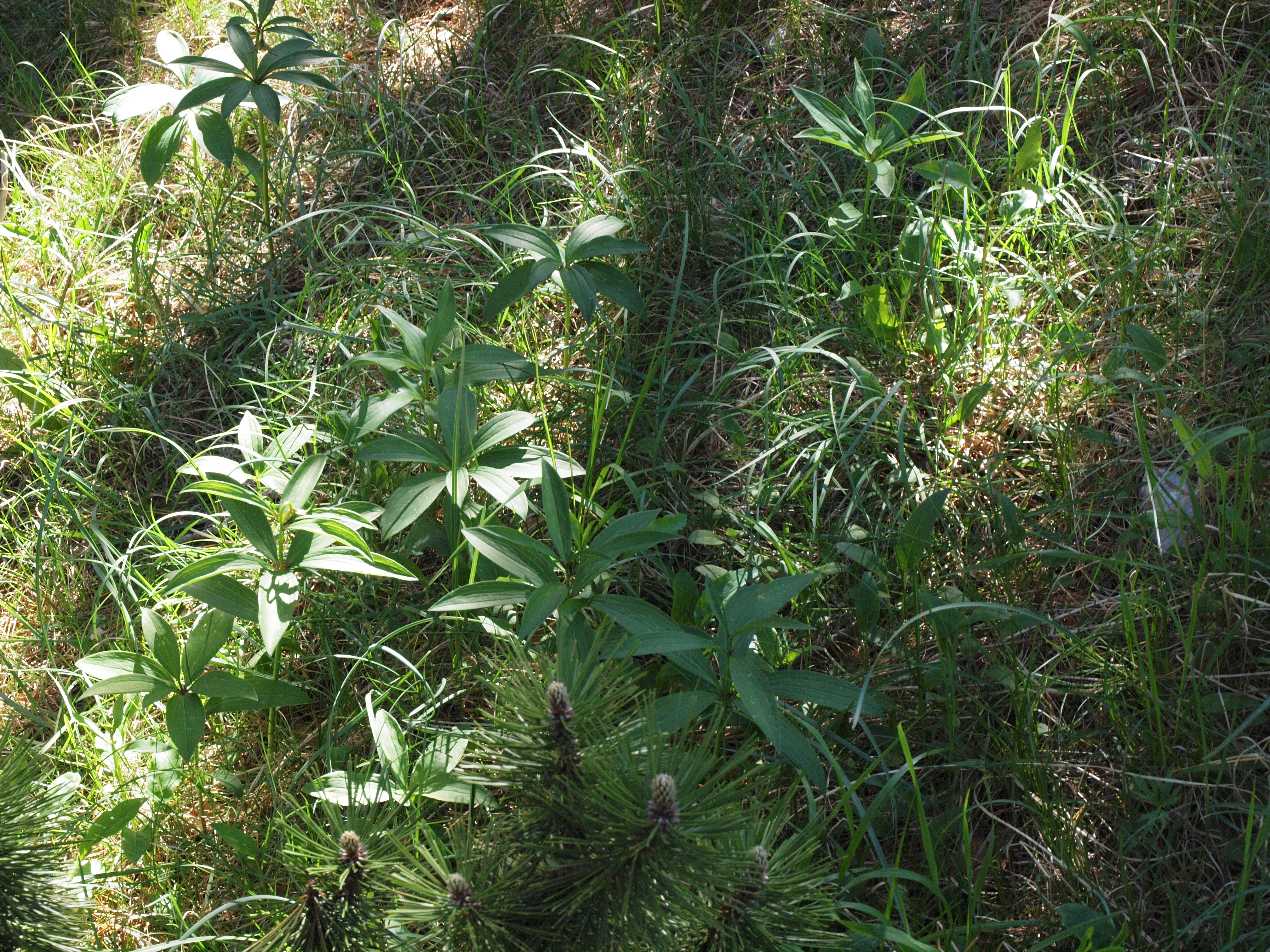
Trupp der Cattani-Lilie im oromediterranen Panzerkiefer-Wald
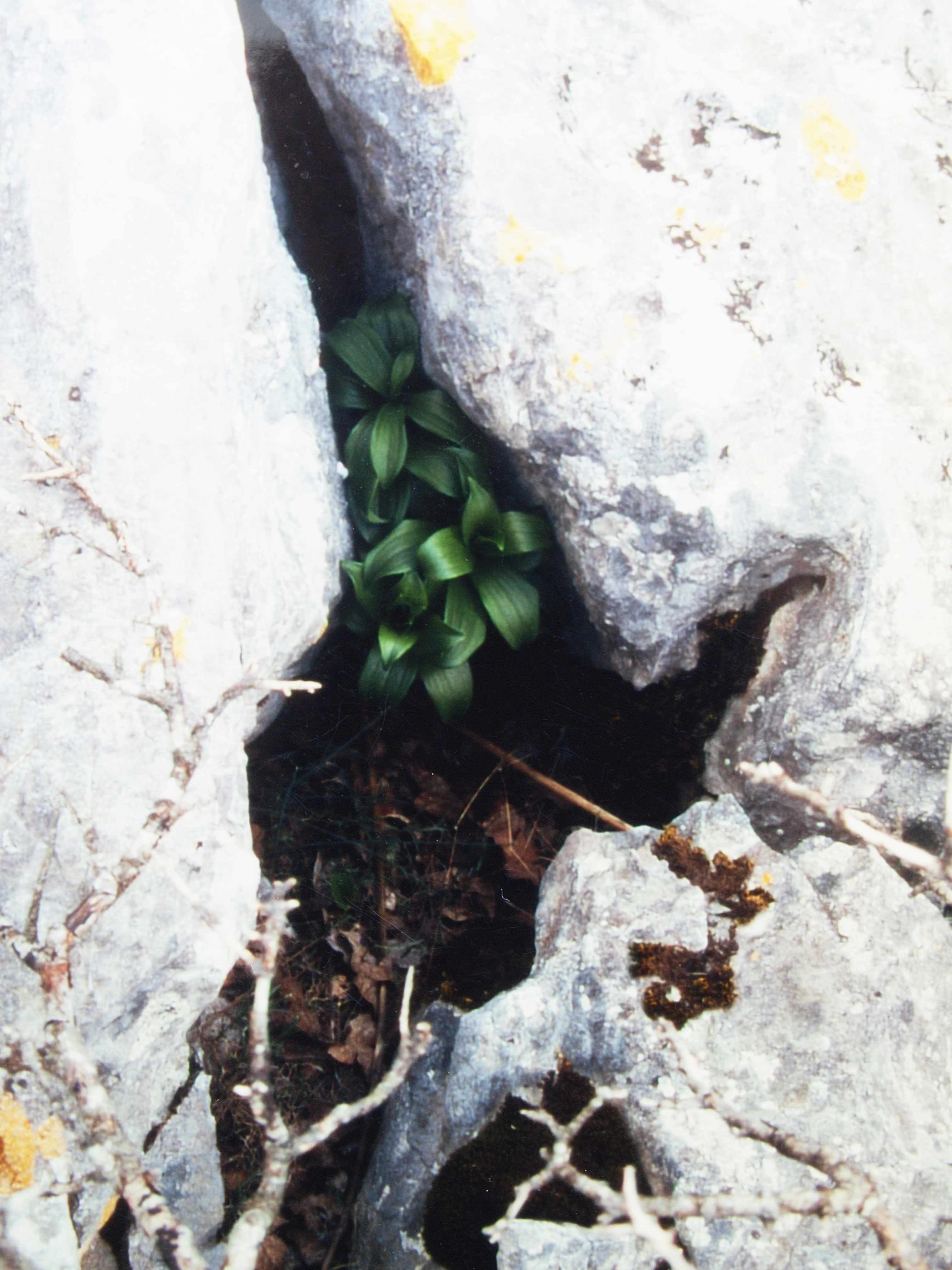
Cattani-Lilie in einer tiefen Kluftkarre in der glazialen Schichttreppe des Vučji zub

## Taxonomie

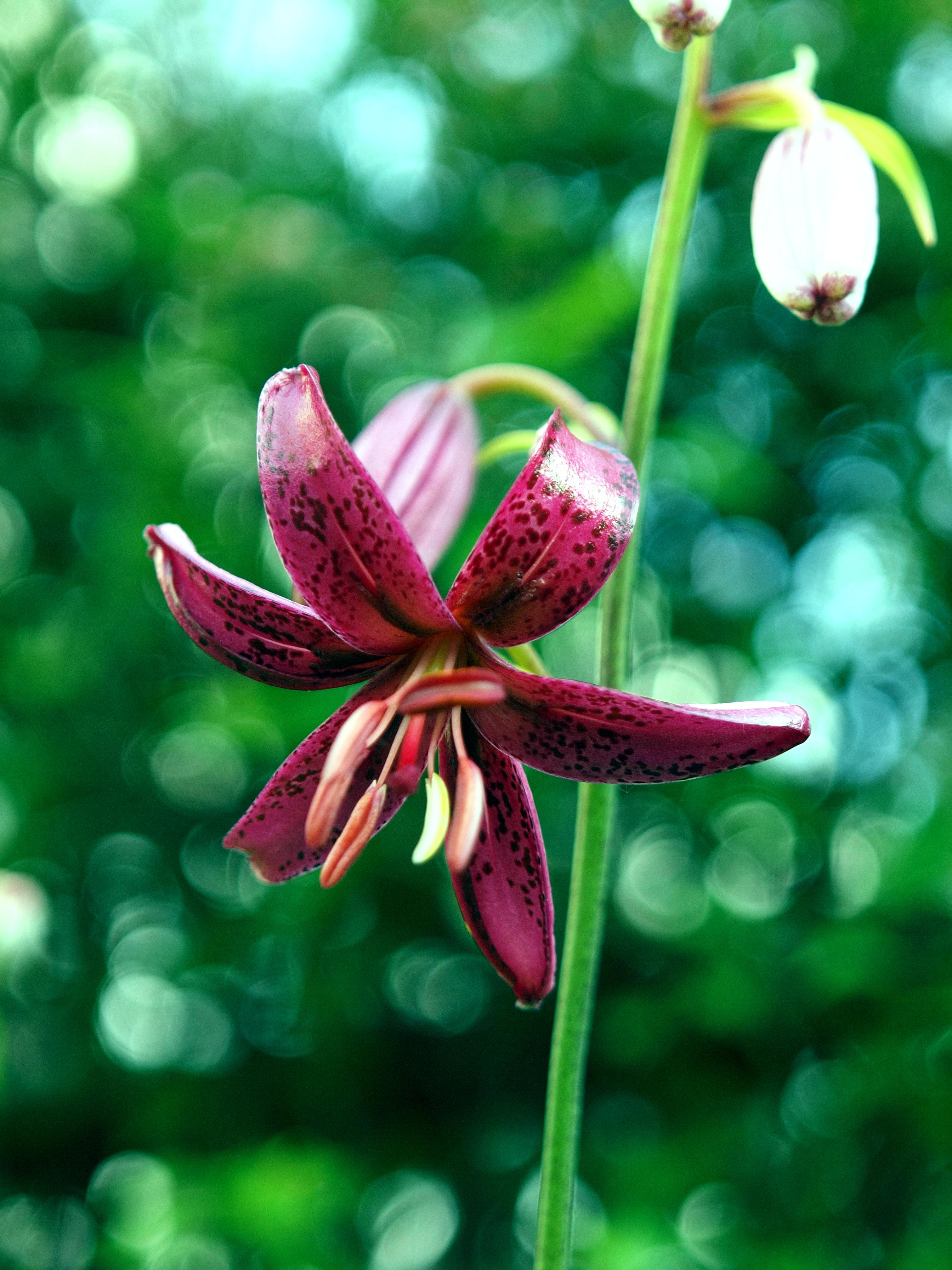
Lilium martagon var. sanguineo-purpureum Beck kommt im selben Gebiet und wie bei abgebildeter Pflanze auch direkt in der Typlokalität von Lilium dalmaticum vor.

Die Taxonomie der Varietät Lilium martagon var. cattaniae wird kontrovers diskutiert; von einigen Autoren insbesondere solchen aus dem ehemaligen Jugoslawien gelegentlich als eigene Art, Lilium cattaniae (Vis.) Vis., angesehen und Cattani-Lilie genannt, wird sie in Großbritannien regelmäßig als Lilium dalmaticum behandelt, in der die Cattani-Lilie dieser manchmal nur als Varietät zugestellt wird. Diese Unterscheidung, die anhand auch gewisser Unterschiede der Blütenfarbe und Pflanzengrößen entstanden ist, korreliert aber insbesondere mit der unterschiedlichen Introduktion von Lilien aus dem nördlichen (cattaniae) und südlichen (dalmaticum) Areal, in denen sich diese Unterschiede wiederfinden.
Verbreitet ist sie allgemein in den Karstgebirgen der Südostadria von Kroatien bis Montenegro, dort insbesondere in der Dalmatinischen Küstenregion. Es wurden jedoch mehrmals auch Funde vom Griechischen Festland berichtet, ohne das deren Verbreitung hier allgemein abgeklärt ist. Ab 1874 in Deutschland und insbesondere in Großbritannien durch Maximilian Leichtlin in die Hortikultur eingeführt, war die Varietät eine Zeitlang in den Ländern populär und ist insbesondere in Großbritannien auch heute auf Basis der Ursprungspflanzen noch häufiger anzutreffen. In der britischen botanischen- sowie Gartenliteratur entstanden darüber hinaus neben anderen, zwei künstlerisch herausragende Chromolithographien der Pflanze, die der langjährige botanische Chefillustrator im Royal Botanic Gardens, Kew und des Curtis’s Botanical Magazine, Walter Hood Fitch, 1874 und 1880 für die Folio-Ausgabe der Lilien-Monograpie Henry John Elwes’ sowie für die Gartenzeitschrift The Florist and pomologist angefertigt hatte.

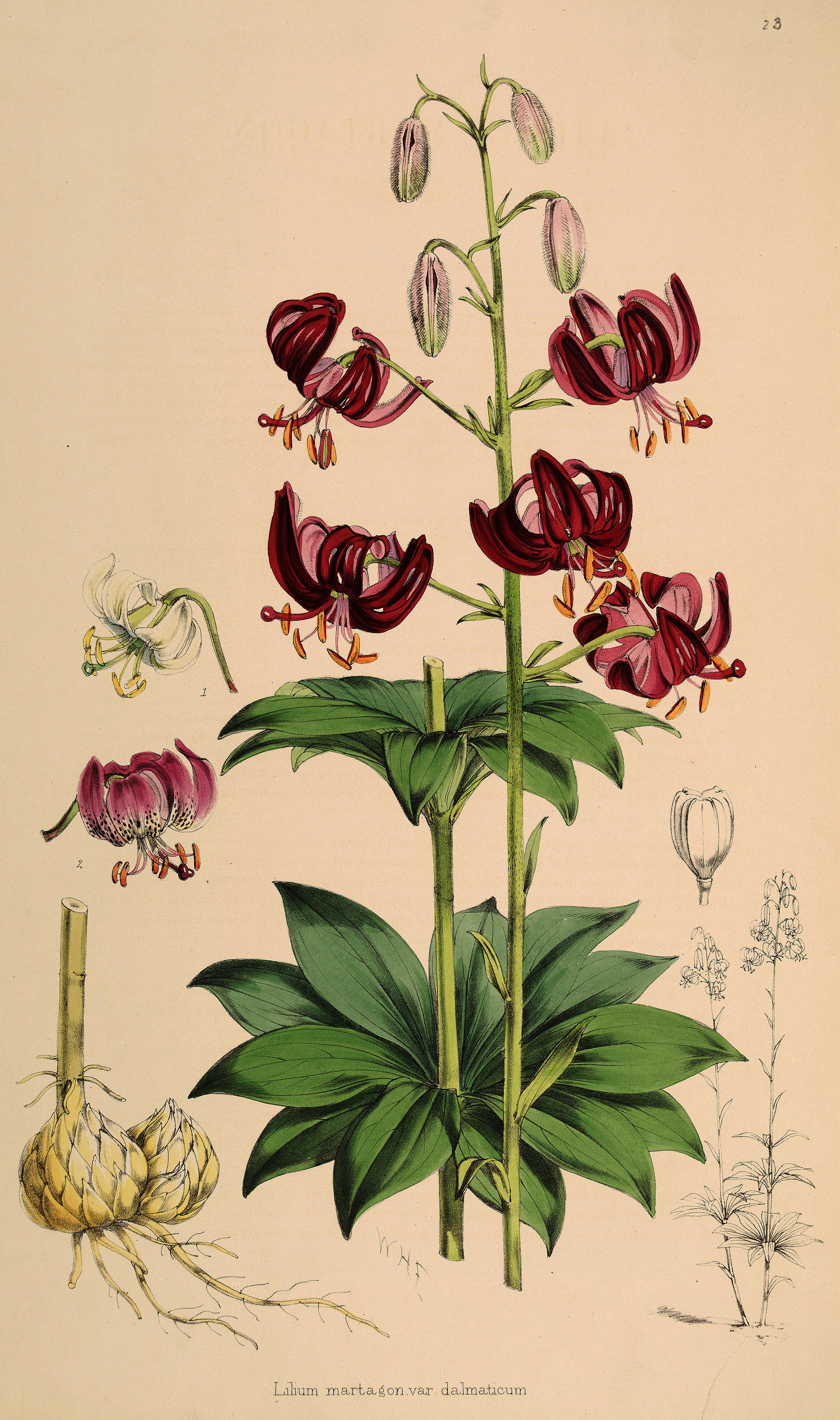
Lilium martagon var. dalmaticum. Chromolithographie W.H. Fitch, Henry John Elwes - „A Monograph of the Genus Lilium“, Bd. 20, Taf. 23, 1874 (Enddruck 1877). Die Illustration basiert auf Pflanzen die Leichtlin 1874 in Montenegro gesammelt hatte.

Benannt wurde die Varietät nach Maria Selebam de Cattani (1789–1870), einer Naturforscherin aus Split, die dem wesentlichen botanischen Erstbearbeiter der Flora Dalmatiens Roberto Visiani erstmals suggerierte, dass sich dieses Taxon von der eigentlichen Nominatform unterscheidet. Den Typus hatte Cattani im mittleren Dalmatien nördlich von Split bei der heutigen Ortschaft Muć in Dalmatien (Kroatien) aufgelesen und Visiani 1864 über Triest, wo die Lilie zuerst im Garten des Naturvereins kultiviert wurde, nach Padua zukommen lassen. Auch heute findet sich dieser als Lectotypus des Visianischen Protologs (Taxonomische Erstbeschreibung) im Herbarium der Biologischen Universität und Botanischer Garten Padua. 2013 wurde er durch Ivana Rešetnik und Sandro Bogdanović typifiziert. Von Visiani 1865 erstmals als Varietät des Türkenbundes beschrieben („Amica campi“: Di un nuovo giglio della dalmazia, 113–115), gab er ihr 1872 („Florae Dalmaticae Supplementum“) den Status einer eigenen Art.
In dieser weiteren Bearbeitung des Taxons führte Visiani auch die Herbar-Exsiccata der von Franz de Paula Maly und Thomas Pichler 1864 im Orjen-Gebirge aufgesammelten Lilien zur Cattani-Lilie; Maly selbst gab diesen in schedis (Artepithet auf dem Herbarbogen) das Epithet Lilium dalmaticum.
Malys Epithet fand sich erstmals in der zweiten Visianischen Veröffentlichung zu Lilium cattaniae, wurde jedoch insbesondere über eine Expedition von Leichtlin, die als Sammelreise zur Introduktion der Lilien nach Großbritannien erfolgte, in der angelsächsischen Garten- und Botanischen Literatur verbreitet. Gleichzeitig erschien die prachtvolle Folio-Monographie der Gattung Lilium durch Henry John Elwes und der Neukombination Lilium martagon var. dalmaticum (Maly) Elwes. In diesem "A Monograph of the Genus Lilium" erschien in Begleitung des Beschreibungstextes auch eine ganzseitige prächtige Farb-Lithographie aus der Hand William Hood Fitchs, in der die Merkmale der neuen Varietät mit denen der Nominatform und der Varietät album vergleichend abgebildet werden. Bis heute blieb daher aus dieser Benennung das aus dem Malyschen Nomen abgeleitete Lilium martagon var. dalmaticum insbesondere im angelsächsischen Sprachraum der gärtnerisch gebräuchlichere Name.
Henry John Elwes eigenes Anschauungs-Material der Cattani-Lilie für deren Darstellung in seiner Lilien-Monographie, wie auch der Großteil der in die englische Gartenkultur eingeführten Lilien, stammte aus der Sammlung Max Leichtlins. Leichtlin, ein passionierter Sammler von Zwiebelmonokotylen und Gärtner, der einer Karlsruher Fabrikantenfamilie entstammte, hatte 1874 eine Sammelreise zum Auffinden der neu beschriebenen Lilien auf das Hochplateau der Krivošije auf der Westseite des Orjen-Gebirges in Montenegro unternommen. Welche Mühen dafür nötig waren, geht aus einem Kommentar bei Robert Whistler Wallace hervor:

„Ich habe einen ganzen Vorrat dieser prächtigen Lilie gesichert, die unter großen Schwierigkeiten und finanziellen Aufwand von dem unermüdlichen Botaniker Herrn Max Leichtlin gesammelt wurden.“

Elwes beobachtete aus dem Vergleiche zwischen den introduzierten Lilien aus den Hauptfundgebieten im Velebit und Orjen Unterschiede in Farbintensität wie der Färbung des Perigons – und stellte daher erstere mit hellerer Farbgebung zur Varietät cattaniae, letztere mit dunkleren und extrem leuchtenden Blüten zur Varietät dalmaticum.
Nachdem Elwes die Pflanze noch in seiner Monographie als Varietät zu Lilium martagon L. gestellt hatte, war er später jedoch der Ansicht, dass sie sich insbesondere durch den kräftigeren Wuchs und die dicht filzig-wolligen Knospen so stark davon unterscheide, dass sie besser als eine eigene Art angesehen werden sollte. Elwes zog unter anderen über 1,80 m hohe Cattani-Lilien und eine bei ihm abnormal wachsende Pflanze (Verbänderung) hatte ganze 366 Blüten entwickelt. Auch David R. Williamson berichtete das seine Lilium dalmaticum "abnormale Größe" erreichen („Gardeners’ Chronicle“, 1898, S. 417).
Elwes Bestimmung fußte noch auf der taxonomischen Beschreibung Visianis von Lilium cattaniae, erst Thomas Moore stellte 1880 eine spezifische Diagnose Lilium dalmaticum bei, die in "The Florist and pomologist, and suburban gardener" erschienen ist und in der Moore als wichtigstes bestimmendes Merkmal die unpunktierten Tepalen wie die kräftigere Wuchsform angab.
Aus dem Verbreitungsgebiet dieser Varietät hatte Beck 1890 noch Lilium martagon var. sanguineo-purpureum beschrieben, für die er als Verbreitungsgebiet den Velež-Gebirgszug in der Herzegowina angab. Diese Form hat einen blutroten, purpurn getüpfelten und gefleckten Perigon und etwas kurzhaarige Stängel.
Die Royal Horticultural Society - Lily Group führt Henry John Elwes Lilium martagon var. dalmaticum Elwes, dass eigentlich ein Synonym zu Lilium martagon var. cattaniae Vis. ist, in Synonymie zu Lilium martagon var. sanguineo-purpureum Beck, obwohl Elwes in A Monograph of the Genus Lilium seine var. dalmaticum aufgrund des nicht punktierten Perigons von der var. cattaniae übernommen hatte.
Synonyme für Lilium martagon var. cattaniae Vis. sind: Lilium cattaniae (Vis.) Vis., Lilium martagon ssp. cattaniae Degen, Lilium martagon var. dalmaticum Elwes, Lilium martagon var. dalmaticum Maly, Lilium dalmaticum Vis. et Maly (in schedis), Lilium martagon var. atropurpureum Neilr., Lilium martagon var. sanguineo-purpurum Beck.

## Geschichte der gärtnerischen Kultur

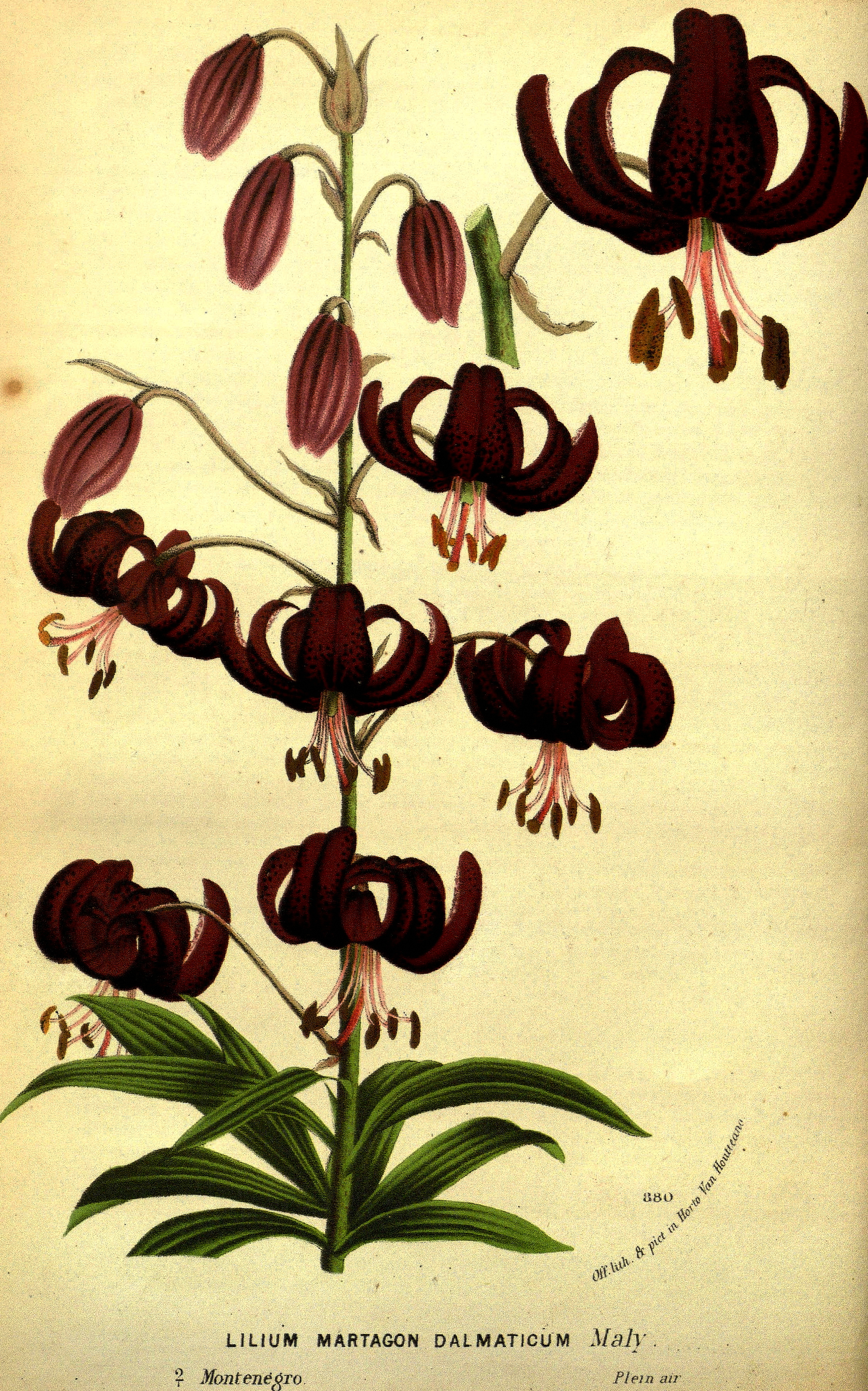
Lilium martagon var. dalmaticum Maly. Louis van Houtte: „Flore des serres et des jardins de l’Europe“, Tafel 2127, Bd. 20, 1874

### Einführung
Dieses Taxon wurde kurz nach der Visianischen Beschreibung in die europäische Gartenkultur eingeführt. Dabei wirkten drei Personen an der gärtnerischen Einführung. Der »Hofgarteninspector« des Belvedèregartens in Wien, Franz de Paula Maly, die Naturforscherin Maria Selebam de Cattani aus Split und der Lilienspezialist Maximilian Leichtlin aus Karlsruhe. Insbesondere letzterem ist es zu verdanken das Lilien-Zwiebeln vom Naturstandort "massenhaft" in die Hände kommerzieller britischer Pflanzenhändler gelangten.

#### Franz de Paula Maly
Der Wiener Hofgarteninspektor Franz Maly unternahm 1864 zusammen mit Thomas Pichler eine Erkundungsfahrt ins damals österreichische Cattaro (heute Kotor) in Süddalmatien. Über Risan aufsteigend sammelte er auf der Ostseite des Orjen Pflanzen für den Hofgarten des Belvedère-Schlosses und späteren Botanischen Garten Wien in der Sammlung der Pflanzen der Österreichischen Kronländer. Unter seinen, auf dem Krivošije genannten Gebirgsplateau, mitgenommenen Neuzugängen waren drei von Botanikern als neue Arten erkannte Taxa: die Schlangenhaut-Kiefer, die Angenehme Akelei und die Cattani-Lilie. Malys genaue Reiseroute lässt sich heute nur noch über die Publikation Franz Antoines und Notizen auf Herbarbelegen rückverfolgen. Klar ist, dass er über Risan zum Grat der "Bila gora" (eigentlich Pazua) hochgestiegen ist und dort die betreffenden Pflanzen aufgesammelt hatte. Sein Material kultivierte er anschließend im Host’schen Garten im Oberen Belvedere in Wien. Herbarbelege im Herbarium der Botanischen Universität Wien beschriftete er als Lilium dalmaticum, gab jedoch dazu keine taxonomische Beschreibung der Pflanze bei.
Malys Lilien befanden sich noch länger in der Sammlung im Host'schen Garten, 1874 berichtete die Zeitschrift Gartenflora von dort über diese, Auch Günther Beck von Mannagetta und Lerchenau berichtete noch 1893, dass er dort die Original-Pflanzen Malys studieren konnte.

#### Maximilian Leichtlin
Maximilian Leichtlin hatte als passionierter Lilien-Liebhaber einige Zwiebeln Malys von Lilium dalmaticum zugesandt bekommen. Spätestens 1872 stellte er diese in seiner Liliensammlung in Karlsruhe öffentlich aus. Leichtlins eigene Bereisung der Bucht von Kotor 1874 diente der massiven Verbreitung der Pflanze, die er in den Houtteschen Garten in Gent, in die Sammlung Elwes, sowie in Leichtlins, seit 1873 in Baden-Baden neuentstanden, Garten unter der Malyschen Bezeichnung L. dalmaticum introduzierte. Über diese Sammelfahrt Leichtlins wurden jedoch insbesondere "massenhaft" Cattni-Lilien nach England exportiert, die von dem Gartenbaubetrieb The New Bulb and Seed Company (ehemals Teutschel & Co.) in Colchester, oder auch in Auktionen durch J.C. Stevens angeboten wurden.
Über die gefahrenvolle Expedition Leichtlins in das damals von Bergclans geprägte Montenegro berichtete Henry James Elwes:

„Er informiert mich darüber, dass, als er die Informationen über das Gebiet wo sie wächst erhalten hatte, im September 1874 von Triest aus mit dem Dampfschiff nach einer siebentägigen Reise in Cattaro ankam. Von dort begab er sich in ein sehr Wildes Land im Grenzgebiet zur Türkei, wo er, nach dem er bei den Einheimischen sehr viel nachfragte, die Pflanze fand, die er suchte.“

Die Einführung der Lilien durch Leichtlin im pflanzenbegeisterten Großbritannien war eine Frage von wenigen Wochen. „The Garden“ hatte bereits zum 26. September 1874 (The Garden, 26. September 1874, S. 288) angekündigt, dass Max Leichtlins erfolgreiche Besammlung von L. dalmaticum aus Montenegro bei „The New Plant and Bulb Company“ in Colchester eingetroffen war. Am 14. Nov. 1874 erschien die Nachricht, dass eine Chromolithographie der Typus-Pflanzen Leichtlins, die er von der Expedition in Montenegro mitgebracht hatte, in Van Houttes vierter und letzter Ergänzungslieferung des 20. Bandes der „Flore des Serres“ („The Garden“, 14. November 1874, S. 460) gedruckt wurde.
„The New Plant and Bulb Company“, hatte 1875 erstmals auch blühende Exemplare zur Ansicht und stellte diesbezüglich eine taxonomische Frage an die Redaktion des "The Garden" (31. Juli 1875, S. 84):

„Wir senden ihnen einen Spross von Lilium dalmaticum Catanii. Sie unterscheidet sich vollkommen von der gewöhnlichen Martagon. Wir senden Ihnen ebenso eine Spross der weissblütigen Martagon, die das exakte Pendant in der Wuchsgröße zur gewöhnlichen Art ist. Ist die Dalmaticum Catanii eine echte Art? Sicherlich kam eine so wüchsige Pflanze niemals von einer Elternart wie der alten Martagon?“

#### Maria Selebam de Cattani
Ein weiterer weniger bedeutender Einführungs-Weg erfolgte aber auch über Maria Selebam de Cattani, die Pflanzen der Visianischen Form aus der Umgebung Splits und des Velebits nach Padua, sowie zu Mutius von Tommasini und der Triester Gartenbau-Gesellschaft unter dem Visianischen Namen als Lilium martagon var. cattaniae verbreitete. Tommasini, der die Pflanzen in Triest selbst pflegte, schickte weiteres lebendes Material zu Visiani nach Padua wie zu Edmond Boissier nach Genf.

#### In der englischen Gartenkultur

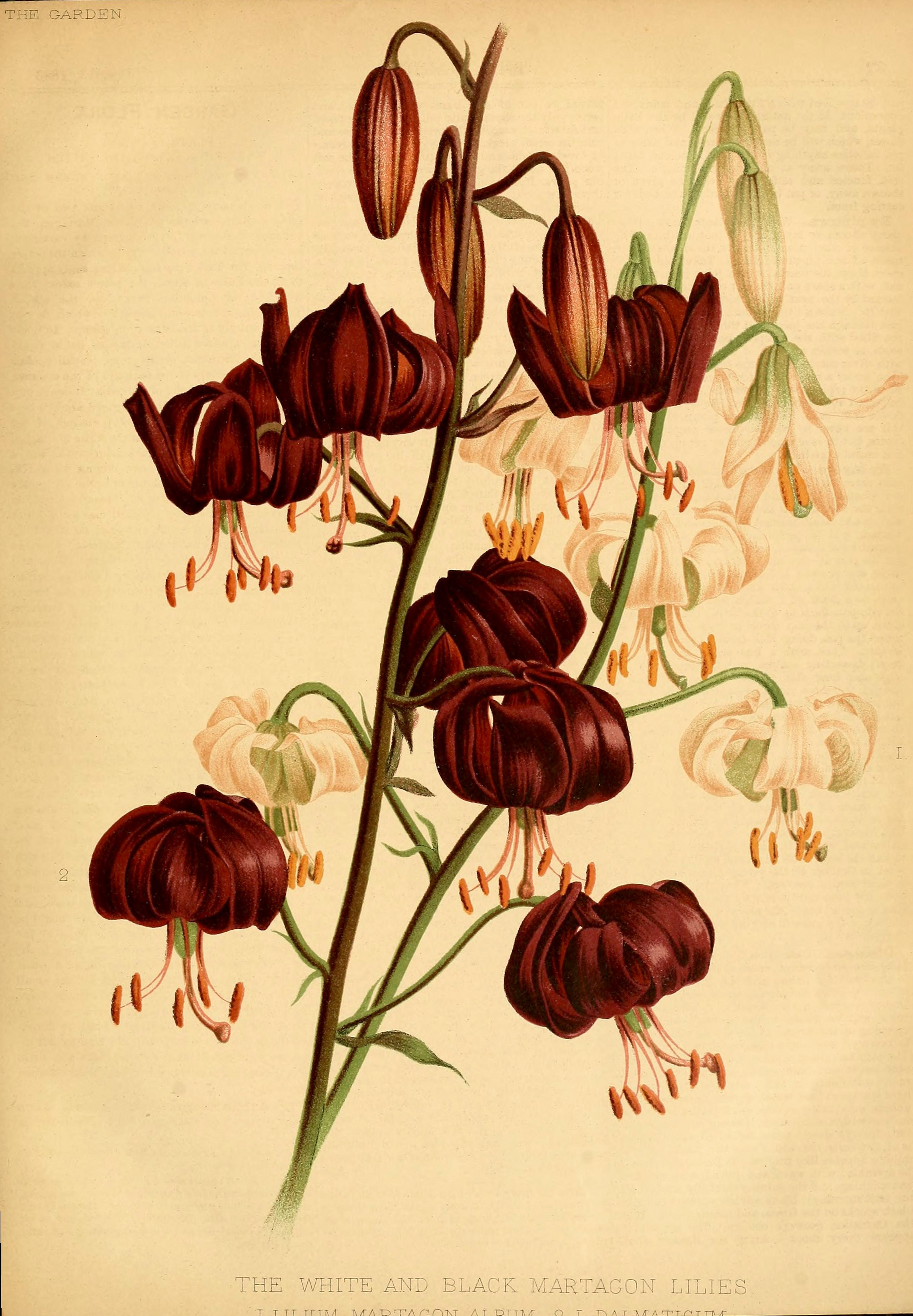
Lilium dalmaticum mit Lilium martagon var. album. Chromolithographie aus „The Garden“, 13. Januar 1883, S. 33

Im Zeitalter Königin Viktorias war die Cattani-Lilie in Großbritannien eine weit verbreitete Gartenpflanze. Sie fehlte damals kaum in einer großen Sammlung. Unter anderen hielt sie George Fergusson Wilson im Garten der Royal Horticultural Society Wisely und auch auf der Lilienschau der Royal Horticultural Society 1901 in London wurde sie neben anderen Lilien präsentiert. Durch die vielfache Darstellung in Gartenzeitschriften populär geworden, blieb die eigentümlich düstere Blütenfarbe Hauptgrund dieser Popularität, wie die Anspielung auf die Madonnen-Lilie mit ihrem Haupt-Attribut als Emblem der Reinheit und Unschuld in der „Saturday Review“ von 1901 verdeutlicht:

„doch schaut an zwei anderen vorüber, mit ihren volltönenden imperialen Titeln, lilium chalcedonicum Heldreichi und lilium dalmaticum. Ihre scharf nach oben gebogenen Petalen sind blutrot gefärbt oder haben einen tiefen Purpur, der an den Rändern fast in tiefste Schwärze verbrannt zu sein scheint, in ihrer Form und Färbung haben sie eine suggestive Wirkung, die für weit andere Ideen als Aufrichtigkeit und Unschuld steht;“

Die Garten-Kultur der Lilie ist nach Angaben aus zahlreichen englischen Gartenzeitungen einfach, da sie bei angemessener Pflege langlebig sind. Die Pflanzen vertragen demnach gut schattige Lagen, verbleichen aber auch an vollsonnigen Standorten nicht. Da eingewachsene Pflanzen gut 1,8 bis 2,1 m hoch sind, passen sie besonders gut zu begleitenden großwachsenden Stauden wie Ritterspornen.
Der Maler George Francis "Frank" Miles (1852–1891), Chef-Illustrator im „Life“ sowie Illustrator der britischen Gartenzeitschrift „The Garden“ von 1877 bis 1887, war nach anfänglicher Skepsis von der Wirkung der ungewöhnlichen Farbe der Blüten besonders angetan:

„Ich hielt bis zu diesem Jahr nicht besonders viel von der schwarz-purpurnen Lilium dalmaticum, aber jetzt denke ich, dass sie eine der großartigsten Blumen für Kontraste sind, die ich je gesehen habe. Sie wächst 1,8–2,1 m hoch, und gegen eine große Gruppe von Belladonna-Ritterspornen sieht sie wahrhaft königlich aus.“

### Klassische Illustrationen

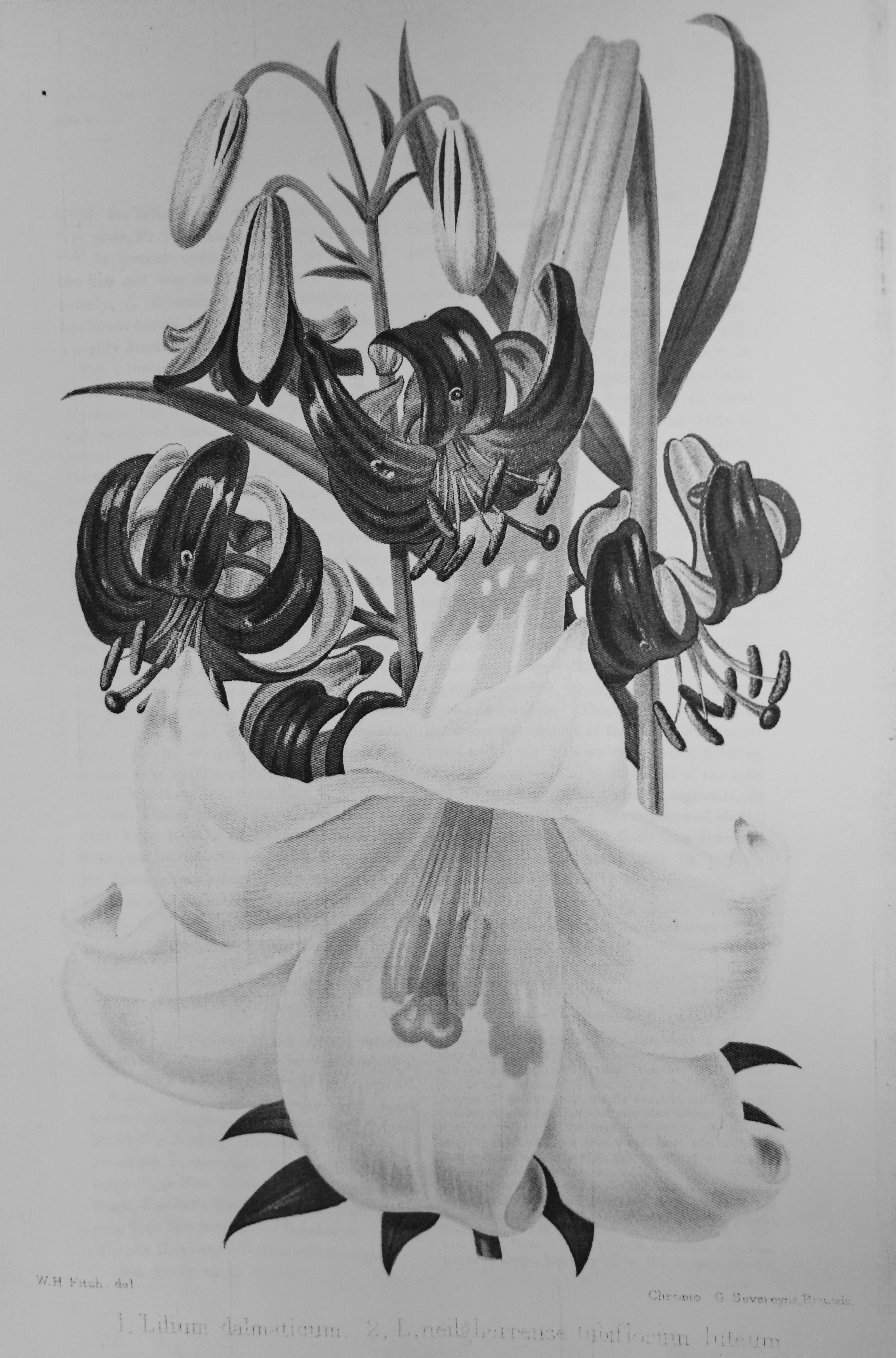
Als Lilium dalmaticum (mit Lilium neilgherrense), „The Florist and pomologist, and suburban gardener“, 1880, Tafel 513 (hier nur als Schwarz-weiß-Kopie), Chromo-Lithographie Walter Hood Fitch

Nach ihrer "Entdeckung" erschien eine farbige botanische Illustration der neuen Lilie 1872 erstmals bei Visiani. In dieser Illustration lag das Hauptaugenmerk überwiegend in einer exakten Wiedergabe der morphologischen Pflanzenteile.
Nach der Sammelexpedition Leichtlins veröffentlichte Van Houtte 1874 aus dem Leichtlinschen Material in der letzten Ergänzungslieferung des 20. Bandes der „Flore des serres et des jardins de l’Europe“ eine den Text begleitende Illustration in Form einer farbigen Lithographie.
Aus der Hand des bedeutendsten und einflussreichsten Pflanzenmalers des 19. Jahrhunderts, Walter Hood Fitch, 43 Jahre Chefillustrator in Kew und Curtis’s Botanical Magazine, erschienen 1877 und 1880 zwei separate Lithographien zu Lilium dalmaticum. Den künstlerischen Höhepunkt bildet neben der ersten in der Lilien-Monograhie Elwes veröffentlichten die zweite botanische Illustration in der Gartenzeitschrift „The Florist and pomologist, and suburban gardener“. Durch eine Akzentuierung der kontrastierenden Wirkung einer weißblütigen Lilium neilgeherrense mit der dunkel-weinrotfarbigen Lilium dalmaticum ist diese besonders wirkungsvoll. Begleitet wird diese durch einen taxonomisch-beschreibenden Text von Thomas Moore, von dem damit auch erstmals eine Diagnose zu Lilium dalmaticum vorliegt.
1884 veröffentlichte schließlich auch die Gartenzeitschrift The Garden eine Chromo-Lithographie, mit der diese Reihe der in nur einem Jahrzehnt entstandenen klassischen Lithographien zu Lilium dalmaticum abschließt.
Die Publikationen, in denen die Chromo-Lithographien der Cattani-Lilie, respektive von Lilium dalmaticum, erfolgte, waren wie folgt:
- Roberto de Visiani, „Flora Dalmatica sive enumeratio stirpium vascularium quas hactenus in Dalmatia lectas et sibi digessit“ (als Lilium cattaniae, Tafel 3, 1872 durch G. Kirchmaijr)
- Louis van Houtte, „Flore des serres et des jardins de l’Europe“ (als Lilium martagon var. dalmaticum Maly, Vol. 20, 1874)[41]
- Henry John Elwes, „A Monograph of the Genus Lilium“ (als Lilium martagon var. dalmaticum. Tafel 23, 1877, Chromo-Lithographie Walter Hood Fitch)
- Thomas Moore 1880: „Choice Lilies“. „The florist and pomologist, and suburban gardener“, (als Lilium dalmaticum, Tafel 513, Chromo-Lithographie 1880 durch Walter Hood Fitch, Druck Guillaume Severeyns)
- „The Garden – An Illustrated Weekly Journal of Horticulture in all its Branches“ (als Lilium dalmaticum, 13. Januar 1883, Bd. 23, S. 32. Illustration S. 33).[42]

### Sorten und Hybriden

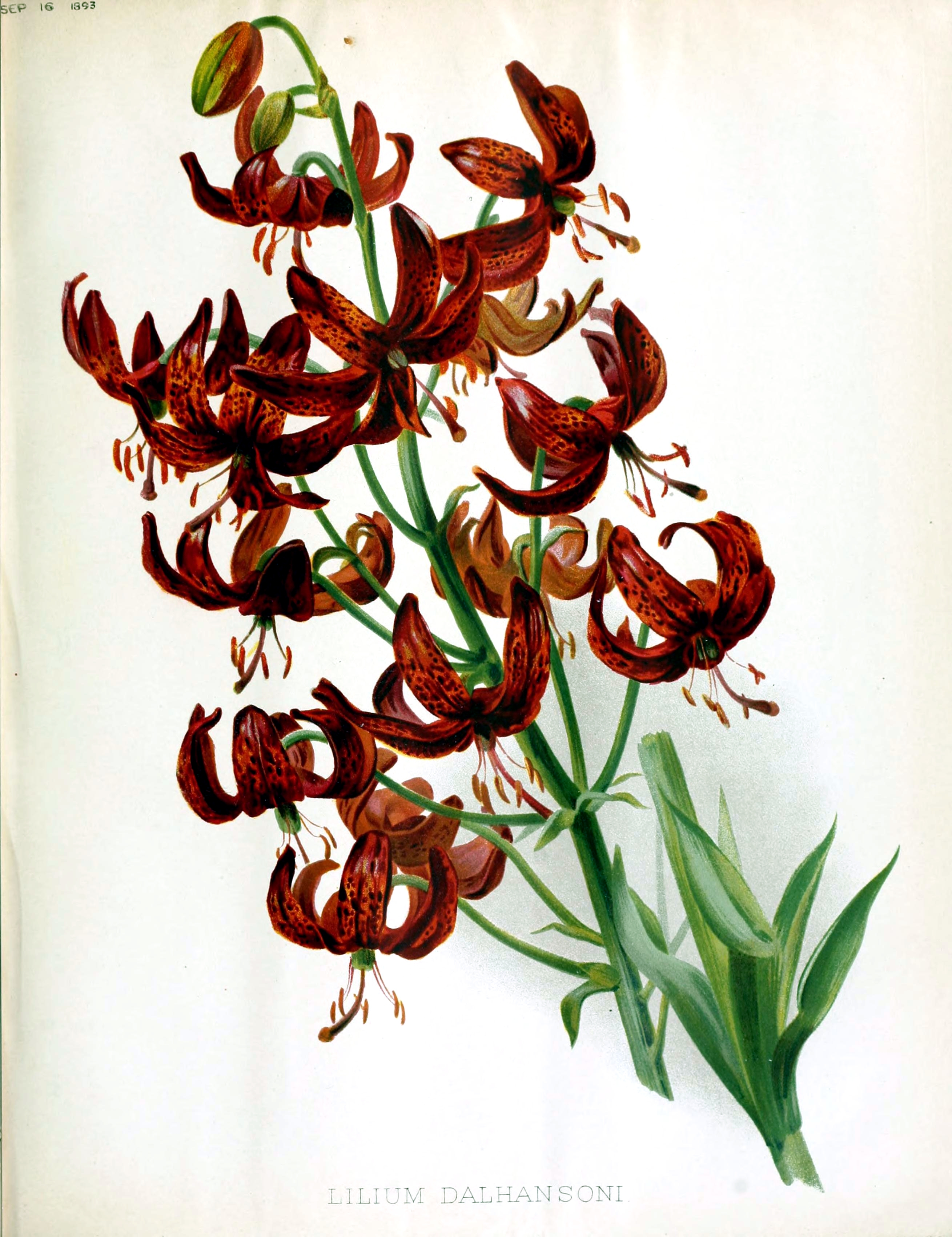
Lilium x Dalhansonii (aus Lilium martagon var. dalmaticum × Lilium hansonii, Chromolithographie aus „The Garden“, 16. September 1893, Tafel 927)

Sorten der Cattani-Lilie sind: Lilium martagon var. cattaniae 'Schwarze Dalina', Lilium martagon var. cattaniae 'The Moor'. Durch dunkelblütige, glänzende Färbung ausgezeichnete Klone wie 'The Moor' entsprechen in der Farbcharakteristik der südlichen Varietät dalmaticum. Mit Lilium martagon var. cattaniae gehandelte Sorten haben meist burgunderrote Färbung und entsprechen eher der Varietät cattaniae.
Von Leichtlin wurde ebenfalls noch eine weißfarbige Form der var. dalmaticum eingeführt, Lilium dalmaticum var. cattaniae 'Album Superbum'. Diese weißblütige Cattani-Lilie ist deutlich wüchsiger als die weißblütige Form der Nominatform – Lilium martagon var album.

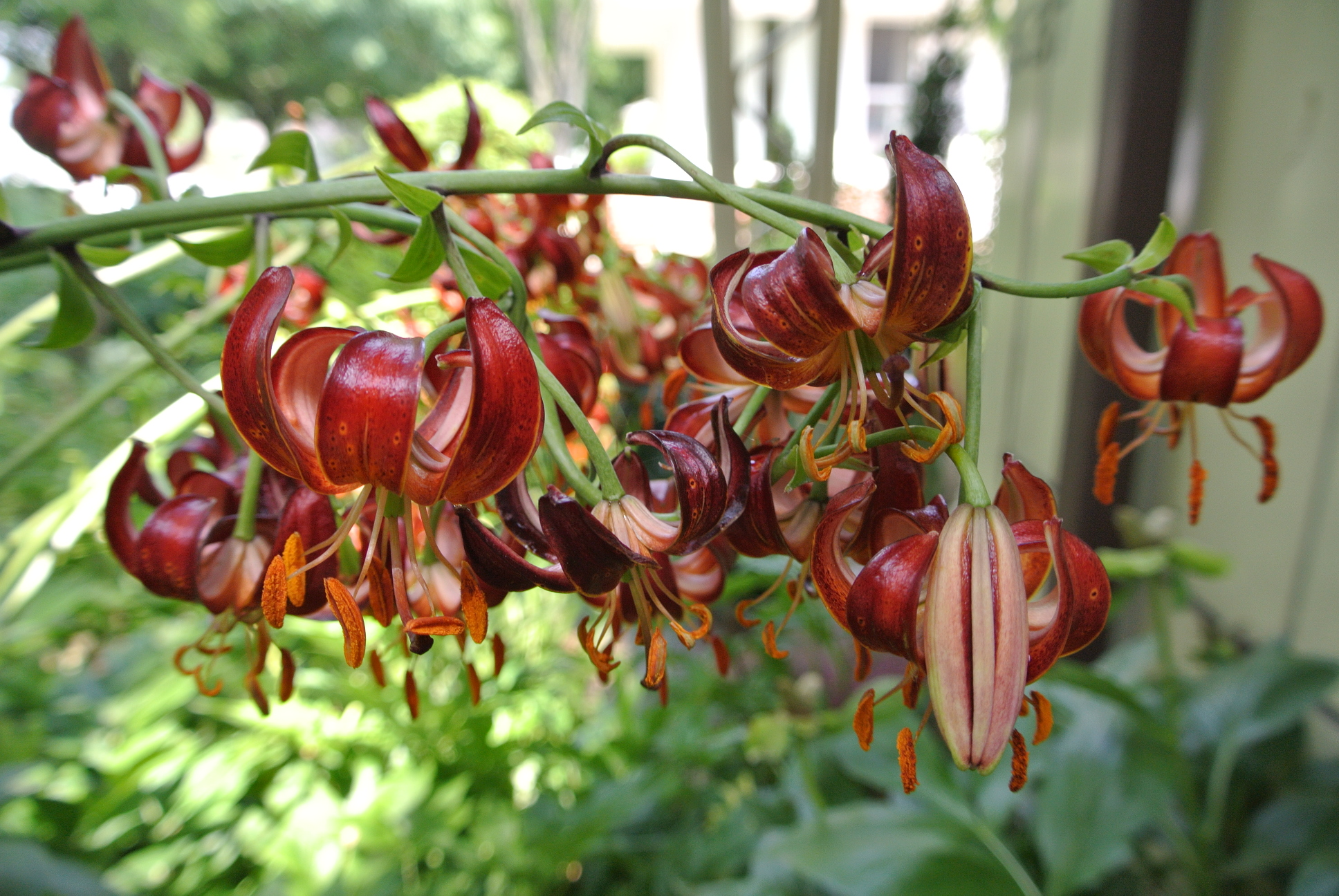
Lilium x Dalhansonii, eine Hybride aus Lilium martagon var. dalmaticum und Lilium hansonii

Aus gärtnerischer Kreuzung stammt die Hybride Lilium × Dalhansonii (Lilium martagon var. dalmaticum × Lilium hansonii), die von Powell auf einer Lilium martagon var. dalmaticum mit Pollen von Lilium hansonii gezüchtet wurde und 1890 erstmals in Southborough blühte. Eine Illustration dieser fertilen Hybride, die beide Elternarten an Wüchsigkeit übertreffen soll und zwischen diesen auch intermediär in Blütenfarbe und Blühzeit ist, erschien in The Garden (16. September 1893, Band 44, S. 260, Illustration 927). Eine andere Ende des 19 Jh. aus Lilium dalmaticum gezogene Kreuzung ist Lilium ‘Marhan’. Neueren Datums ist Lilium ‘Theodor Haber’ (Lilium martagon var. dalmaticum × Lilium tsingtauense) von 1976 (Züchter J. Petruske).

## Trivialnamen
Trivialnamen: deutsch Cattani-Lilie, serbokroatisch Vrtoglav od. Liljan Katanijeve